# Internes Can't Take Money
Internes Can't Take Money é um filme estadunidense de 1937, do gênero drama médico, dirigido por Alfred Santell e estrelado por Barbara Stanwick e Joel McCrea. McCrea interpreta o Dr. Kildare, uma criação do escritor Max Brand, em sua estreia nas telas. A partir do ano seguinte, o personagem ficaria famoso, vivido por Lew Ayres em nove filmes B da MGM. Em 1961, ele iniciaria uma longa carreira na televisão, agora na pele de Richard Chamberlain..

## Sinopse
No Mountview General Hospital, em Nova Iorque, o Dr. James Kildare cuida de Janet Haley, viúva de um ladrão. Janet está sendo chantageada por Dan Innes, que pede mil dólares para libertar sua filha, além de assediá-la sexualmente. Kildare, com a ajuda de Janet, trata de um ferimento de faca sofrido pelo poderoso gângster Hanlon, de quem Innes é rival. Em agradecimento, Hanlon dá ao doutor mil dólares. Ao surpreender Janet roubando o dinheiro, Kildare, desiludido, devolve-o a Hanlon. Quando Janet explica-lhe seus problemas e decide ceder a Innes, o doutor pede a intervenção do gângster.

## Elenco
| Ator/Atriz       | Personagem        |
| ---------------- | ----------------- |
| Barbara Stanwick | Janet Haley       |
| Joel McCrea      | Dr. Kildare       |
| Lloyd Nolan      | Hanlon            |
| Stanley Ridges   | Dan Innes         |
| Lee Bowman       | Jim Weeks         |
| Barry Macollum   | Stooly Martin     |
| Irving Bacon     | Jeff McGuire      |
| Steve Pendleton  | Dr. Jones         |
| Pierre Watkin    | Dr. Henry Fearson |